# Азербайджанцы в США
Азербайджанцы в США (азерб. Amerika azərbaycanlıları, англ. Azerbaijani Americans) происходят, в основном, из Азербайджана, Ирана и Турции.

## История
Существует небольшое число выживших беженцев, которые покинули свою родину в 1920 году после свержения Азербайджанской Демократической Республики. После 1920 года первые беженцы поселились в Турции и Иране, а затем некоторые из них перебрались в Соединённые Штаты по экономическим причинам в 1950-х и 1960-х.
Обе группы беженцев поселились в Нью-Йорке, где и по сей день проживает наибольшее число азербайджанцев в США, а также в северном Нью-Джерси, Массачусетсе, и в последнее время во Флориде, Техасе и Калифорнии (особенно в районе Лос-Анджелеса).
Бывшие военнопленные работали по большей части как «синие воротнички», тогда как азербайджанским иммигрантам из Турции и Ирана удалось сохранить свои профессии — торговцев, ремесленников и служащих. К 1980 году в США насчитывалось около 200 азербайджанских семей, причём около 80 % из них были эндогамны.
«Ввиду слабой деятельности азербайджанской диаспоры в США принято решение о создании в столице Штатов крупной диаспорской организации, которая занималась бы также политической деятельностью, функционировала как сильное лобби», — сказал председатель Госкомитета Азербайджанской республики по работе с азербайджанцами Назим Ибрагимов.
Согласно переписи населения 2000 года, больше всего азербайджанцев-иммигрантов переселялись из Азербайджана в первую очередь в Нью-Йорк (12,540), Нью-Джерси (4,357), Техас (3,178), Калифорния (2,743) и Миннесота (1,559). Также азербайджанцы поселяются в таких городах как Даллас, Сан-Франциско, Филадельфия, Чикаго, Лос-Анджелес, Миннеаполис, Милуоки, Солт-Лейк-Сити, Бостон и др.
В 2001—2010 годах насчитывалось 9.391 азербайджанцев принятых американское гражданство, среди которых 2.565 имели Грин-карту. Начиная с 1990 года 5.490 азербайджанцев выиграли Грин-карту. В 2011 году из Азербайджана только 355 человек выиграли Грин-карту.
| Год  | Принятые американское гражданство |
| 2001 | 946                               |
| 2002 | 1 187                             |
| 2003 | 886                               |
| 2004 | 793                               |
| 2005 | 904                               |
| 2006 | 997                               |
| 2007 | 606                               |
| 2008 | 834                               |
| 2009 | 1 005                             |
| 2010 | 1 233                             |
| 2011 | 1 153                             |
| 2012 | 958(м — 408, ж — 550)             |

## Общественные организации
На сегодняшний день в Америке существуют около 30 организаций азербайджанцев, первое из которых было создано в 1956 год Салех беком Шейхзаманлы в Нью-Джерси и называется Азербайджанское общество Америки. Ныне эту организацию возглавляет внучка Салех бека Томрис Азери.
Одним из крупных организаций является «Сеть азербайджанцев США» (US Azeris Network — USAN), который объединяет азербайджанские и другие тюркские диаспорские организации, общества, группы США.
Альянс Америка — Азербайджан — неправительственная организация, целью которой было создать взаимопонимание и уважение между американским и азербайджанским народом. В 2015 году организация приостановила свою деятельность.
Торговая палата США — Азербайджан (USACC) была создана в 1995 году и стала источником для создания деловых отношений между американскими и азербайджанскими компаниями.
Среди других организаций также можно выделить «Ассоциацию городов-побратим Хьюстон — Баку», которая была создана в 1976 году подписанием меморандума, «Азербайджанскую ассоциацию в Нью-Йорке», «Азербайджанский Дом Культуры Северной Калифорнии», созданный в 1992 году, а также «Совет американских азербайджанцев» и «Центр азербайджанской культуры в Южной Калифорнии», которые были созданы в 2006 году и «Ассоциацию азербайджанцев в Хьюстоне», созданную годом позже, в 2007 году. Организации, как правило, ведут активную деятельность в создании связей азербайджанцев в США с Родиной и наоборот. Национальные праздники (Новруз, День Республики, День независимости и др.) и Дни скорби (20 января, Ходжалинский геноцид, Мартовский геноцид и др.) также проводятся азербайджанскими диаспорскими организациями в США.

## СМИ
- В Чикаго посредством спутника и интернета показывает канал GunAz TV на азербайджанском языке. Канал начал работу в апреле 2005 года[источник не указан 1740 дней]
- Azerbaijan International — квартальный азербайджанский журнал, публикуемый с 1993 года на английском языке в Нью-йорке;
- Azerbaijan Review — ежемесячная газета, публикуемая с 2007 года в Нью-Йорке на трёх (азербайджанском, русском и английском) языках;
- Caspian Crossroads — квартальный журнал публикуемый в Вашингтоне с 1996 года на английском языке.

## Парки, улицы и памятники
12 мая 2008 года в Кливленде, Огайо был открыт Азербайджанский Парк, в центре которого стоит скульптура «Очаг». Азербайджанский Парк является частью Кливлендского Парка Культуры.

## Статистика
В соответствии с переписью населения, проведённой в США в 2000 году уроженцев Азербайджана, проживавших в этом году в США, насчитывалось 14 205 человек, не включая этнических азербайджанцев-выходцев из других стран. Жителей же США азербайджанского происхождения по неофициальным подсчётам в азербайджанских источниках могло быть на 2006 год около 400 000 человек, большую часть которых составляли азербайджанцы, эмигрировавшие из Ирана.